# Keren Ann
Keren Ann Zeidel (em hebraico:  קרן אן זיידל nascida em 10 de março de 1974 em Caesarea, Israel), mais conhecida como Keren Ann, é uma cantora, compositora, produtora e engenheira que mora em Paris, em Tel Aviv, e em New York City. Ela toca violão, piano e clarinete. Ela também é engenheira e escreve coros e arranjos musicais.

## Início da vida
Keren Ann é filha de pai judeu russo e de mãe javanesa holandesa. Ela morou em Israel e na Holanda até os 11 anos, quando sua família se mudou pra a França.

## Carreira
Keren Ann lançou sete álbuns solo: La Biographie de Luka Philipsen (2000), La Disparition (2002), Not Going Anywhere (2003), Nolita (2005), Keren Ann (2007), 101 (2011), You're Gonna Get Love (2016) e Bleue (2019).